# Kankroli
Kankroli o Kankrauli fou un departament de l'antic principat de Mewar, format per 21 pobles discontinus, i governats per un ghosain (home sant) descendent de Vallabhacharya. Les terres eren muafi i havien estat concedides pel maharana de Mewar lliures de renda. La capital era Kankroli a 58 km al nord-nord-est d'Udaipur (Rajasthan), amb una població el 1901 de 3.053 habitants. Actualment es troba al districte de Rajsamand al Rajasthan. Kankroli està tocant a Rajsamand i a Rajnagar i són considerades ciutats bessones. Les activitats principal són l'agricultura i el marbre.
Just al nord de la ciutat hi ha el Raisa Mand (o Rajsa Mand o Rajsamand), un llac construït el 1662 per alleujar la fam que aquell any va afectar Mewar i en ell destaquen la presa principal, anomenada Nauchowki (nou pavellons) per les nou cúpulas que l'adornen amb art i arquitectura combinada hindú i islàmica, i el Rajaprashasti (elogi reial) gravat en 25 lloses.
També el temple de Dwarka Dhish (o Dwarkadheeshji), una de les set formes de Krishna, està situat a Kankroli; la imatge que es venera en aquest temple es diu que fou portada a la Rajputana el 1669 quan els descendents de Valabhacharya van fugir de Muttra amenaçats per Aurangzeb.

## Nota
1. ↑  el llac mesura 2,5 km per 4,5 km i té una superfície de 505 km²
2. ↑  Paliwal, D. L.. Mewar and the British, 1857-1921 A.D.: a history of the relations of the Mewar State with the British Government of India from 1857 to 1921 A.D..  Bafna Prakashan, 1971, p. 48 [Consulta: 9 juny 2012].